# Litewscy posłowie do Parlamentu Europejskiego 2014–2019
Litewscy posłowie VIII kadencji do Parlamentu Europejskiego zostali wybrani w wyborach przeprowadzonych 25 maja 2014.

## Lista posłów
Wybrani z listy TS-LKD
- Laima Andrikienė, poseł do PE od 30 maja 2016
- Algirdas Saudargas

Wybrani z listy LSDP
- Zigmantas Balčytis
- Vilija Blinkevičiūtė

Wybrani z listy TiT
- Valentinas Mazuronis
- Rolandas Paksas

Wybrani z listy LRLS
- Petras Auštrevičius
- Antanas Guoga

Wybrany z listy DP
- Viktor Uspaskich

Wybrany z listy AWPL
- Waldemar Tomaszewski

Wybrany z listy LVŽS
- Bronis Ropė[1]

Byli posłowie VIII kadencji do PE
- Gabrielius Landsbergis (z listy TS-LKD), do 12 maja 2016